# Santiago Pérez de Arenillas
Santiago Pérez de Arenillas (Becerril de Campos, Palència, 11 d'agost de 1739 - Girona, 17 d'octubre de 1797) fou un eclessiàstic castellà, bisbe de Girona.
Fill de pares nobles i terratinents, va rebre una esmerçada educació i ben aviat va manifestar interès pels estudis eclesiàstics. Va esdevenir beneficiat i, posteriorment, capellà del seu poble. Al cap d'uns anys va ascendir a fiscal del bisbe de Plasència. D'aquí va passar a penitencier de la catedral de Santander durant setze anys. Després va esdevenir doctoral de la catedral de Burgos, on fou nomenat vicari general de l'arquebisbe. A la mort d'aquest, va exercir com a administrador apostòlic d'aquella seu metropolitana.
El 30 de setembre de 1796 va prendre possessió de la seu episcopal de Girona. Va haver de constatar la mala situació de la diòcesi per les conseqüències de la Guerra Gran entre França i Espanya amb la destrucció de temples com ara l'església de Camprodon.
La salut del bisbe Pérez era precària i va caure greument malalt a Fornells, morint pocs dies després, el 17 d'octubre de 1797. Gairebé només havia passat un any del seu nomenament i no va tenir gaire temps per deixar una empremta pròpia en la seva tasca episcopal.